# Nekrolog 4. Quartal 1931
Nekrolog
◄◄
| ◄
| 1927
| 1928
| 1929
| 1930
| 1931 | 1932 | 1933 | 1934 | 1935 | ► | ►►
1. Quartal |
2. Quartal |
3. Quartal |
4. Quartal 1931
Weitere Ereignisse | Allgemeiner Nekrolog 1931
Die Beschreibung der verstorbenen Person sollte so kurz wie möglich gehalten sein und nur deren signifikante Tätigkeit(en) enthalten.
Neue Namen ggf. auch unter dem Geburts- und Sterbedatum, also etwa unter 1. Januar und im Geburts- und Sterbejahr (2024) eintragen (nur bei entsprechender großer Wichtigkeit). Für Beispiele siehe die schon vorhandenen Artikel.
Außerdem über die fünf zuletzt Verstorbenen, zu denen es einen ausreichend guten Artikel für eine Präsentation auf der Hauptseite gibt, nach der todesbedingten Überarbeitung der Artikel ggf. auch unter Wikipedia Diskussion:Hauptseite informieren und sie am besten auch in den anderen Wikipedia-Sprachversionen eintragen. Tipp: Regelmäßig bei news.google.de nach „ist tot“, „gestorben“ oder „verstorben“ suchen.
Wenn eine Person gestorben ist, gibt es viele Seiten zu dieser Person in der Wikipedia, die davon auch betroffen sind und entsprechend aktualisiert werden müssen. Beispiele: Namenübersichtsseite, Geburtsjahr, Geburtsort-Seiten und viele mehr.
Wie finde ich die betroffenen Seiten?
Im Suchfeld auf der linken Seite gibt man den Suchbegriff so ein: „Vorname Nachname“. Dann klickt man auf Volltext und alle Seiten mit entsprechendem Suchtext werden aufgerufen. Hier sieht man dann schnell, wo auch das Todesjahr Sinn macht oder sogar ein Teil des Artikels angepasst werden muss. Auch hilft das „Werkzeug“ auf der linken Seite sehr gut, um solche Seiten aufzufinden: „Links auf diese Seite“. Somit ist die Wikipedia wieder aktuell in allen Bereichen! Hinweis: bei Eintragung der Kategorie „Gestorben JAHR“ wird der Missbrauchsfilter 49 ausgelöst, was jedoch nicht schlimm ist. Siehe: Spezial:Missbrauchsfilter/49
Dies ist eine Liste von im vierten Quartal 1931 verstorbenen bekannten Persönlichkeiten. Die Einträge erfolgen innerhalb der einzelnen Daten alphabetisch sortiert. Tiere sind im Nekrolog für Tiere zu finden.

## Oktober
| Tag         | Name                          | Beruf, bekannt als                                                             | Alter | Beleg |
| ----------- | ----------------------------- | ------------------------------------------------------------------------------ | ----- | ----- |
| 2. Oktober  | Fritz Bley                    | deutscher Schriftsteller                                                       | 78    |       |
| 2. Oktober  | Jaime de Borbón               | Herzog von Madrid und Anjou, Prätendent (1909–1931)                            | 61    |       |
| 2. Oktober  | Georg Demmler                 | deutscher Architekt, Sportler und Sportfunktionär                              | 58    |       |
| 2. Oktober  | Paul Kristeller               | deutscher Kunsthistoriker                                                      | 67    |       |
| 2. Oktober  | Thomas Lipton                 | britischer Selfmademan, Händler und Schöpfer der Teemarke Lipton               | 81    |       |
| 2. Oktober  | Franz Trinks                  | Erfinder der ersten schreibenden Rechenmaschine                                | 79    |       |
| 2. Oktober  | John P. Wicker                | US-amerikanischer Porträtmaler und Kunstdozent                                 | 71    |       |
| 3. Oktober  | Edith Downing                 | walisisch-britische Künstlerin, Bildhauerin und Suffragette                    | 74    |       |
| 3. Oktober  | Carl Nielsen                  | dänischer Komponist und Dirigent                                               | 66    |       |
| 4. Oktober  | Adolf Feller                  | Schweizer Unternehmer                                                          | 52    |       |
| 4. Oktober  | Artur Oppman                  | polnischer Schriftsteller                                                      | 64    |       |
| 4. Oktober  | Gustav von Rex                | preußischer Generalleutnant                                                    | 86    |       |
| 5. Oktober  | Johannes Hirte                | deutscher Architekt und Baubeamter                                             | 62    |       |
| 5. Oktober  | Dwight Morrow                 | US-amerikanischer Politiker                                                    | 58    |       |
| 5. Oktober  | August Scharnke               | deutscher Psychiater, Sanitätsoffizier und Hochschullehrer                     | 46    |       |
| 5. Oktober  | Carrie Babcock Sherman        | Second Lady der Vereinigten Staaten                                            | 74    |       |
| 5. Oktober  | Wilhelm Vortmeyer             | deutscher Unternehmer und Kommunalpolitiker                                    | 65    |       |
| 5. Oktober  | Ira W. Wood                   | US-amerikanischer Politiker                                                    | 75    |       |
| 6. Oktober  | Myrtle Fillmore               | Mitbegründerin der Unity Church                                                | 86    |       |
| 6. Oktober  | Rudolf Goldscheid             | österreichischer Soziologe, Philosoph und Romancier                            | 61    |       |
| 6. Oktober  | Adolf Siegrist                | Schweizer Landschaftsmaler und Dekorationsmaler                                | 60    |       |
| 6. Oktober  | Fritz Simon                   | deutscher Pilot und Flugkapitän der deutschen Lufthansa                        | 27    |       |
| 6. Oktober  | Albert M. Todd                | US-amerikanischer Politiker                                                    | 81    |       |
| 7. Oktober  | Daniel Chester French         | US-amerikanischer Bildhauer                                                    | 81    |       |
| 7. Oktober  | Eugen Schmidt                 | dänischer Leichtathlet, Sportschütze und Tauzieher                             | 69    |       |
| 7. Oktober  | John Calhoun Sheppard         | US-amerikanischer Politiker                                                    | 81    |       |
| 8. Oktober  | Luigi von Kunits              | österreichischer Dirigent, Komponist, Geiger und Musikpädagoge                 | 61    |       |
| 8. Oktober  | John Monash                   | australischer General                                                          | 66    |       |
| 8. Oktober  | Alfred Wolfer                 | Schweizer Astronom                                                             | 77    |       |
| 9. Oktober  | Ugo Afferni                   | Dirigent, Pianist und Komponist                                                | 60    |       |
| 10. Oktober | Carl von Bach                 | deutscher Maschinenbau-Ingenieur und Hochschullehrer                           | 84    |       |
| 10. Oktober | Viktor Jasper                 | österreichischer Kupferstecher                                                 | 83    |       |
| 10. Oktober | Edgar Bertram Mackennal       | australischer Bildhauer                                                        | 68    |       |
| 10. Oktober | Gebhard Mehring               | deutscher Archivar und württembergischer Landeshistoriker                      | 66    |       |
| 11. Oktober | Ludwig Eisenlohr              | deutscher Architekt                                                            | 80    |       |
| 11. Oktober | Hanns Hörbiger                | österreichischer Ingenieur                                                     | 70    |       |
| 11. Oktober | Otto von Moser                | württembergischer Offizier, zuletzt Generalleutnant im Ersten Weltkrieg, Autor | 71    |       |
| 13. Oktober | Ernst Didring                 | schwedischer Schriftsteller                                                    | 62    |       |
| 14. Oktober | Hans Gerson                   | deutscher Architekt                                                            | 50    |       |
| 14. Oktober | Isidor Kastan                 | deutscher Journalist, Schriftsteller und Arzt                                  | 90    |       |
| 14. Oktober | Iwan Lawrentjewitsch Kondakow | russischer Chemiker                                                            | 74    |       |
| 14. Oktober | Friedrich Schulze             | deutscher Bergingenieur und Bergrat                                            | 68    |       |
| 14. Oktober | Karl Stöhr                    | deutscher Architekt und Baumeister sowie Geheimer Kommerzienrat                | 72    |       |
| 15. Oktober | Joseph Ardizzone              | italo-amerikanischer Mafioso                                                   | 46    |       |
| 15. Oktober | Christoph März                | deutscher Geistlicher, Pfarrer in Eschfeld                                     | 64    |       |
| 15. Oktober | Herbert W. Taylor             | US-amerikanischer Politiker                                                    | 62    |       |
| 16. Oktober | William O. Atkeson            | US-amerikanischer Politiker                                                    | 77    |       |
| 16. Oktober | Lesser Knoller                | deutscher Seminardirektor, Religionslehrer, Rabbiner und Sachbuchautor         | 70    |       |
| 17. Oktober | Ferdinand Ebner               | österreichischer Philosoph (dialogisches Denken)                               | 49    |       |
| 17. Oktober | Carin Göring                  | Ehefrau von Hermann Göring                                                     | 42    |       |
| 17. Oktober | Otto Haab                     | Schweizer Ophthalmologe                                                        | 81    |       |
| 17. Oktober | Alfons Maria Jakob            | deutscher Neurologe                                                            | 47    |       |
| 17. Oktober | Peter Wagner                  | deutscher Musikwissenschaftler und Sänger                                      | 66    |       |
| 18. Oktober | Ernest R. Ackerman            | US-amerikanischer Politiker                                                    | 68    |       |
| 18. Oktober | Albert Bauer                  | deutscher Theaterschauspieler und -regisseur                                   |       |       |
| 18. Oktober | Heinrich Böwe                 | deutscher Gastwirt                                                             | 49    |       |
| 18. Oktober | Peter J. Dooling              | US-amerikanischer Politiker                                                    | 74    |       |
| 18. Oktober | Thomas Alva Edison            | US-amerikanischer Erfinder                                                     | 84    |       |
| 18. Oktober | Lesser Ury                    | Maler des deutschen Impressionismus                                            | 69    |       |
| 19. Oktober | Georg Engel                   | deutscher Schriftsteller                                                       | 64    |       |
| 19. Oktober | Erwin Raupp                   | Hof- und Kunstfotograf in Dresden                                              | 68    |       |
| 20. Oktober | Traugott von Bötticher        | preußischer Generalleutnant                                                    | 79    |       |
| 20. Oktober | Franziska Ellmenreich         | deutsche Schauspielerin                                                        | 84    |       |
| 20. Oktober | Emánuel Moór                  | ungarischer Komponist, Pianist und Erfinder                                    | 68    |       |
| 21. Oktober | Barbecue Bob                  | US-amerikanischer Bluespionier                                                 | 29    |       |
| 21. Oktober | Constantin von Economo        | österreichischer Psychiater, Neurologe und Hochschullehrer                     | 55    |       |
| 21. Oktober | Detlef von Köller             | deutscher Verwaltungsbeamter                                                   | 65    |       |
| 21. Oktober | Arthur Schnitzler             | österreichischer Erzähler und Dramatiker                                       | 69    |       |
| 21. Oktober | Ludwig Voltz                  | deutscher Bibliothekar                                                         | 68    |       |
| 21. Oktober | John Whitridge Williams       | US-amerikanischer Geburtshelfer und Gynäkologe                                 | 65    |       |
| 22. Oktober | Fletcher Hale                 | US-amerikanischer Politiker                                                    | 48    |       |
| 24. Oktober | Viktor Björkman               | schwedischer Philologe und Hochschullehrer                                     | 63    |       |
| 24. Oktober | Richard Hampe                 | österreichischer Beamter und Politiker                                         | 68    |       |
| 24. Oktober | Henry B. Sloman               | Hamburger Unternehmer und Bankier                                              | 83    |       |
| 25. Oktober | Karl Sulzbach                 | deutscher Bankier und Mäzen                                                    | 72    |       |
| 26. Oktober | Bernhard Below                | deutscher Architekt                                                            | 77    |       |
| 26. Oktober | John Isaac Briquet            | Schweizer Botaniker                                                            | 61    |       |
| 26. Oktober | Charles Comiskey              | US-amerikanischer Baseballspieler, Manager und Teambesitzer                    | 72    |       |
| 26. Oktober | Arthur Granville Dewalt       | US-amerikanischer Politiker                                                    | 77    |       |
| 26. Oktober | Celestino Piaggio             | argentinischer Komponist, Pianist und Dirigent                                 | 44    |       |
| 27. Oktober | Ludvík Vítězslav Čelanský     | tschechischer Dirigent und Komponist                                           | 61    |       |
| 27. Oktober | Alfred Ebeling                | deutscher Bankier                                                              | 73    |       |
| 28. Oktober | Léon Didier                   | französischer Radrennfahrer und Schrittmacher                                  | 50    |       |
| 28. Oktober | Patrick Glynn                 | australischer Politiker und Außenminister                                      | 76    |       |
| 28. Oktober | Antônio Malan                 | italienischer Ordensgeistlicher, Missionar und römisch-katholischer Bischof    | 68    |       |
| 28. Oktober | Jack Robinson                 | englischer Fußballtorhüter                                                     | 61    |       |
| 28. Oktober | Edward Robert Tregear         | neuseeländischer Regierungsbeamter, Politiker, Linguist und Autor              | 85    |       |
| 29. Oktober | Gabriel Koenigs               | französischer Mathematiker                                                     | 73    |       |
| 29. Oktober | Alexander Siegmund Pordes     | Schriftsteller und Librettist                                                  | 52    |       |
| 30. Oktober | Guido Holzknecht              | österreichischer Arzt und Pionier der Radiologie                               | 58    |       |
| 31. Oktober | Hermann Joachim               | deutscher Historiker und Altphilologe                                          | 63    |       |
| 31. Oktober | Isaac V. McPherson            | US-amerikanischer Politiker                                                    | 63    |       |
| 31. Oktober | Octave Uzanne                 | französischer Schriftsteller, Bibliophiler und Verleger                        | 80    |       |
|             | Wilhelm Heidkamp              | deutscher Unteroffizier in der Kaiserlichen Marine                             | 48    |       |

## November
| Tag          | Name                                 | Beruf, bekannt als                                                                                                | Alter | Beleg |
| ------------ | ------------------------------------ | --- | ----- | ----- |
| 1. November  | Edward Bayard Heath                  | US-amerikanischer Flugpionier und Unternehmer                                                                     | 42    |       |
| 1. November  | Kurt Kaser                           | österreichischer Historiker                                                                                       | 61    |       |
| 1. November  | Wilhelm Tafel                        | deutscher Unternehmer und Hochschullehrer                                                                         | 63    |       |
| 2. November  | Minka Grønvold                       | österreichisch-deutsche Malerin und Zeichnerin                                                                    | 69    |       |
| 2. November  | Gustaf Lidberg                       | schwedischer Polizist                                                                                             | 72    |       |
| 2. November  | Emil Schultz-Riga                    | deutsch-baltisch-russischer Landschaftsmaler                                                                      |       |       |
| 2. November  | Karl Widmaier                        | deutscher Schriftsteller                                                                                          | 44    |       |
| 3. November  | Erwein Nostitz-Rieneck               | österreichisch-böhmischer Politiker und Industrieller                                                             | 68    |       |
| 3. November  | Alfons Novickis                      | lettischer Fußballnationalspieler                                                                                 |       |       |
| 3. November  | Otto Steinhoff                       | deutscher Eisenbahnunternehmer                                                                                    | 58    |       |
| 3. November  | Robert Williams                      | US-amerikanischer Schauspieler                                                                                    | 34    |       |
| 3. November  | Juan Zorrilla de San Martín          | uruguayischer Dichter                                                                                             | 75    |       |
| 4. November  | Buddy Bolden                         | Kornettist in New Orleans (um 1900)                                                                               | 54    |       |
| 4. November  | Luigi Galleani                       | Anarchist und Befürworter des gewaltsamen Umsturzes der US-Regierung                                              | 70    |       |
| 4. November  | Richard Mutz                         | deutscher Keramiker                                                                                               | 59    |       |
| 4. November  | Hermann Schmitz                      | deutscher Maler des Expressionismus                                                                               | 27    |       |
| 4. November  | Paul Trendelenburg                   | deutscher Pharmakologe                                                                                            | 47    |       |
| 5. November  | Guido Maria Conforti                 | italienischer Geistlicher römisch-katholischer Bischof                                                            | 66    |       |
| 5. November  | Edmund ter Meer                      | deutscher Chemiker und Unternehmer                                                                                | 79    |       |
| 5. November  | Ole Edvart Rølvaag                   | norwegisch-US-amerikanischer Schriftsteller                                                                       | 55    |       |
| 5. November  | Konrad Stäheli                       | Schweizer Sportschütze                                                                                            | 64    |       |
| 6. November  | Leyla Açba                           | abchasische Prinzessin am osmanischen Hof                                                                         | 33    |       |
| 6. November  | Miguel de Béistegui y Septién        | mexikanischer Botschafter                                                                                         | 70    |       |
| 6. November  | Thaddeus H. Caraway                  | US-amerikanischer Politiker                                                                                       | 60    |       |
| 6. November  | Jack Chesbro                         | US-amerikanischer Baseballspieler                                                                                 | 57    |       |
| 6. November  | Gustave Frédéric Dollfus             | französischer Paläontologe, Geologe und Malakologe                                                                | 80    |       |
| 6. November  | Moritz Johner                        | deutscher katholischer Priester und Historiker                                                                    | 63    |       |
| 6. November  | Engelhard Ostermoor                  | Theologe und Gemeindegründer des Bundes Freier evangelischer Gemeinden                                            | 66    |       |
| 6. November  | Ludwig Saeng                         | Landtagsabgeordneter Großherzogtum Hessen                                                                         | 82    |       |
| 6. November  | Carl Joachim Stimming                | deutscher Unternehmer und Generaldirektor des Norddeutschen Lloyd                                                 | 55    |       |
| 6. November  | Harry M. Wurzbach                    | US-amerikanischer Politiker                                                                                       | 57    |       |
| 7. November  | Tom Barry                            | US-amerikanischer Drehbuchautor                                                                                   | 46    |       |
| 7. November  | Étienne Bazeries                     | französischer Offizier                                                                                            | 85    |       |
| 7. November  | Gabriele Torelli                     | italienischer Mathematiker                                                                                        | 82    |       |
| 8. November  | Maximilian Dathe von Burgk           | deutscher Montanunternehmer und Politiker                                                                         | 78    |       |
| 8. November  | Leopold Engel                        | Schauspieler, Okkultist, Theosoph und Neugründer des Illuminatenordens                                            | 73    |       |
| 8. November  | Otto Knoop                           | deutscher Lehrer und Volkskundler                                                                                 | 78    |       |
| 8. November  | Julius Landmann                      | österreichischer Nationalökonom                                                                                   | 54    |       |
| 9. November  | Heinrich Albrecht                    | deutscher Sozialpolitiker und Wohnungsreformer                                                                    | 75    |       |
| 9. November  | Edmond Henry                         | belgischer Schwimmer                                                                                              | 45    |       |
| 9. November  | Fred J. Kern                         | US-amerikanischer Politiker                                                                                       | 67    |       |
| 9. November  | Bruno Lange                          | deutscher Jurist                                                                                                  | 57    |       |
| 9. November  | Isaac Newton Lewis                   | US-amerikanischer Soldat und Erfinder                                                                             | 73    |       |
| 9. November  | Josef Lübbring                       | deutscher Handwerker (Maurer), Gewerkschaftsfunktionär, Staatsbeamter (Polizeipräsident) und Politiker (SPD), MdR | 55    |       |
| 9. November  | William Nelson Runyon                | US-amerikanischer Politiker                                                                                       | 60    |       |
| 9. November  | Klas Richard Sievers                 | finnischer Arzt und Archiater                                                                                     | 79    |       |
| 10. November | Henrietta Edwards                    | kanadische Frauenrechtlerin und Reformerin                                                                        | 81    |       |
| 10. November | Adolf von Grote                      | deutscher Rittergutsbesitzer und Parlamentarier                                                                   | 67    |       |
| 10. November | Eugen Kipp senior                    | deutscher Fußballspieler                                                                                          | 46    |       |
| 10. November | Charlotte Angas Scott                | britische Mathematikerin                                                                                          | 73    |       |
| 10. November | Karl Scherer                         | Landtagsabgeordneter Großherzogtum Hessen                                                                         | 69    |       |
| 11. November | Friedrich Bartels                    | deutscher Gewerkschafter und Politiker (SPD), MdHB                                                                | 60    |       |
| 11. November | Edward C. Mann                       | US-amerikanischer Politiker                                                                                       | 50    |       |
| 11. November | Shibusawa Eiichi                     | japanischer Unternehmer der Meiji-Zeit                                                                            | 91    |       |
| 12. November | Friedrich Dombois                    | deutscher Verwaltungsbeamter, Landrat und Senatspräsident am Preußischen Oberverwaltungsgericht                   | 71    |       |
| 13. November | Victor Bérard                        | französischer Historiker, Klassischer Philologe, Diplomat und Politiker                                           | 67    |       |
| 13. November | Hugh Cholmondeley, 3. Baron Delamere | britischer Peer und Kolonist in Britisch-Ostafrika                                                                | 61    |       |
| 13. November | Preston Steiger                      | US-amerikanischer Wasserballspieler                                                                               | 33    |       |
| 14. November | Albert von Blaschke                  | deutscher Bankier und Konsul                                                                                      | 80    |       |
| 14. November | Eddie Mapp                           | US-amerikanischer Bluesmusiker                                                                                    |       |       |
| 14. November | Richard Müller                       | deutscher Politiker (Zentrum), MdR                                                                                | 80    |       |
| 14. November | William Peyton                       | britischer Offizier                                                                                               | 65    |       |
| 15. November | Wilhelm Meyer                        | Senatspräsident beim Reichsgericht                                                                                | 71    |       |
| 16. November | Joseph Kleitsch                      | amerikanischer Maler                                                                                              | 49    |       |
| 16. November | Joshua Millner                       | britischer Sportschütze                                                                                           | 84    |       |
| 17. November | Thérèse van Hall                     | niederländische Bildhauerin und Malerin                                                                           | 59    |       |
| 17. November | Helmut Kolle                         | deutscher Maler                                                                                                   | 32    |       |
| 17. November | Alfred Schanz                        | deutscher Orthopäde                                                                                               | 62    |       |
| 17. November | Heinrich Ulmann                      | deutscher Historiker                                                                                              | 90    |       |
| 18. November | Maurice Couyba                       | französischer Politiker, Literaturkritiker, Lyriker und Chansonnier                                               | 65    |       |
| 18. November | Iwan Fitschew                        | bulgarischer General                                                                                              | 71    |       |
| 18. November | William Kobbé                        | US-amerikanischer Offizier, zuletzt Generalmajor; Militärgouverneur von Mindanao und Joló (1900)                  | 91    |       |
| 19. November | Eric Carruthers                      | britischer Eishockeyspieler                                                                                       | 36    |       |
| 19. November | Frederic Cliffe                      | englischer Komponist                                                                                              | 74    |       |
| 19. November | Vinzenz Hilber                       | österreichischer Geologe und Paläontologe                                                                         | 78    |       |
| 19. November | Hovhannes Khan Massehian             | armenischer Politiker und persischer Botschafter                                                                  | 67    |       |
| 19. November | Willy Vorkastner                     | deutscher Rechtsmediziner und Hochschullehrer                                                                     | 59    |       |
| 19. November | Xu Zhimo                             | chinesischer Schriftsteller                                                                                       | 34    |       |
| 20. November | David Bruce                          | australisch-englischer Arzt und Parasitologe                                                                      | 76    |       |
| 20. November | Johann Georg von Einsiedel           | deutscher Standesherr und Politiker, MdL (Königreich Sachsen)                                                     | 82    |       |
| 20. November | Johann Maria Heimann                 | deutscher Industrieller, Geschäftsführer der Johann Maria Farina                                                  | 53    |       |
| 21. November | Fred S. Jackson                      | US-amerikanischer Politiker                                                                                       | 63    |       |
| 21. November | Friedrich Wilhelm von Loebell        | deutscher Politiker, MdR                                                                                          | 76    |       |
| 21. November | Bruno von Mudra                      | preußischer Offizier, zuletzt General der Infanterie                                                              | 80    |       |
| 21. November | Phia Rilke                           | Mutter von Rainer Maria Rilke                                                                                     | 80    |       |
| 21. November | Karl Wessely                         | österreichischer Papyrologe                                                                                       | 71    |       |
| 22. November | Karl Adolph                          | österreichischer Schriftsteller                                                                                   | 62    |       |
| 22. November | Louis Loucheur                       | französischer Geschäftsmann, Politiker, Industrie- und Kartelllobbyist                                            | 59    |       |
| 24. November | Magnus Haack                         | deutscher Politiker (SPD) und Gewerkschafter                                                                      | 62    |       |
| 24. November | Dmitri Nikolajewitsch Jegorow        | russischer Historiker                                                                                             | 53    |       |
| 24. November | Kunibert Krix                        | deutscher Geistlicher und Politiker (Zentrum), MdR                                                                | 64    |       |
| 25. November | Knud Hjortø                          | dänischer Schriftsteller                                                                                          | 62    |       |
| 25. November | Alfred A. Taylor                     | US-amerikanischer Politiker                                                                                       | 83    |       |
| 26. November | August Bernthsen                     | deutscher Chemiker                                                                                                | 76    |       |
| 26. November | Wilhelm Degode                       | deutscher Landschaftsmaler und Fotograf                                                                           | 69    |       |
| 26. November | Friedrich Grebe                      | deutscher Lehrer und Politiker (Zentrum), MdL                                                                     | 58    |       |
| 26. November | Martin Hartmann                      | deutscher Jurist                                                                                                  | 61    |       |
| 26. November | Fritz Kunert                         | deutscher Politiker (SPD, USPD), MdR                                                                              | 81    |       |
| 26. November | Josef Pongratz                       | österreichischer Politiker (SDAP), Mitglied des Bundesrates                                                       | 68    |       |
| 27. November | Ludwig Ortmüller                     | Mühlenbesitzer und Mitglied des Provinziallandtages der Provinz Hessen-Nassau                                     | 72    |       |
| 27. November | Lya de Putti                         | ungarische Tänzerin und Schauspielerin                                                                            | 35    |       |
| 27. November | Michael Hoke Smith                   | US-amerikanischer Politiker                                                                                       | 76    |       |
| 28. November | Walter de Haas                       | deutscher Staatsbeamter und Diplomat                                                                              | 67    |       |
| 28. November | Hermann Thoms                        | deutscher Pharmazeut und Hochschullehrer                                                                          | 72    |       |
| 28. November | Theodore Wharton                     | US-amerikanischer Filmregisseur, Filmproduzent und Drehbuchautor                                                  | 56    |       |
| 29. November | Carl Geist                           | deutscher impressionistischer Maler                                                                               | 60    |       |
| 29. November | Wilhelm Wassmuss                     | deutscher Diplomat                                                                                                | 51    |       |
| 30. November | Marc Delmas                          | französischer Komponist                                                                                           | 46    |       |
| 30. November | Augustin Dontenwill                  | Generaloberer der Oblaten der Makellosen Jungfrau Maria, Erzbischof von Vancouver                                 | 74    |       |
| 30. November | Hanns Fechner                        | deutscher Maler und Schriftsteller                                                                                | 71    |       |
| 30. November | Joachim Riedel                       | deutscher Sänger und Theaterschauspieler                                                                          | 25    |       |
| 30. November | Rudolf Schiestl                      | deutscher Maler, Radierer, Grafiker und Glasmaler                                                                 | 53    |       |
| 30. November | Paul Stade                           | deutscher Maler und Zeichenlehrer                                                                                 | 77    |       |
| 30. November | Henry Walters                        | US-amerikanischer Industrieller und Museumsgründer                                                                | 83    |       |
| November     | Eduard Rauch                         | deutscher Kommunalpolitiker                                                                                       | 87    |       |

## Dezember
| Tag          | Name                               | Beruf, bekannt als                                                                            | Alter | Beleg |
| ------------ | ---------------------------------- | --------------------------------------------------------------------------------------------- | ----- | ----- |
| 1. Dezember  | Gisela von Camesina de San Vittore | österreichische Pädagogin und Publizistin                                                     | 66    |       |
| 1. Dezember  | Luise Cooper                       | Missionarin                                                                                   | 82    |       |
| 2. Dezember  | Vincent d’Indy                     | französischer Komponist und Musiktheoretiker                                                  | 80    |       |
| 2. Dezember  | Henri Weenink                      | niederländischer Schachspieler                                                                | 39    |       |
| 3. Dezember  | Siegfried Brie                     | deutscher Rechtsgelehrter; Hochschullehrer und Rektor                                         | 93    |       |
| 3. Dezember  | Danielius Dolskis                  | litwakischer Sänger und Bühnenkünstler                                                        | 40    |       |
| 3. Dezember  | Justin Elie                        | haitianischer Komponist und Pianist                                                           | 48    |       |
| 3. Dezember  | Franz Seraph Haindl                | deutscher Kunstmaler                                                                          | 66    |       |
| 3. Dezember  | Anna Henneberg                     | deutsche Opernsängerin (Mezzosopran) und Gesangspädagogin                                     | 64    |       |
| 3. Dezember  | Ernst Meyer                        | deutscher Lehrstuhlinhaber für Psychiatrie; Prorektor der Albertus-Universität                | 60    |       |
| 3. Dezember  | Hans Temple                        | deutscher Porträtmaler                                                                        | 74    |       |
| 4. Dezember  | Wilhelm Meußdoerffer               | deutscher Unternehmer und Politiker                                                           | 73    |       |
| 4. Dezember  | Gabriel Petisné                    | französischer Beamter und ziviler Kommissar des Memelgebietes (1921–1923)                     | 50    |       |
| 4. Dezember  | Georg Pfeffer                      | deutscher Zoologe                                                                             | 77    |       |
| 4. Dezember  | Erhard von Wedel                   | deutscher Verwaltungsbeamter, Rittergutsbesitzer und Politiker                                | 70    |       |
| 5. Dezember  | Nicholas Vachel Lindsay            | US-amerikanischer Schriftsteller                                                              | 52    |       |
| 5. Dezember  | Philipp Rinaldi                    | italienischer Ordensgeistlicher, Generaloberer der Salesianer Don Boscos                      | 75    |       |
| 5. Dezember  | Anton Straub                       | Priester der Diözese Speyer, später Jesuit in Innsbruck und Wien                              | 79    |       |
| 6. Dezember  | Hugó Böckh                         | ungarischer Geologe                                                                           | 57    |       |
| 6. Dezember  | George Hunter                      | britischer Maler                                                                              | 54    |       |
| 7. Dezember  | Karl Fritz                         | deutscher Erzbischof des Erzbistums Freiburg im Breisgau                                      | 67    |       |
| 8. Dezember  | William Scott                      | britischer Langstreckenläufer                                                                 | 47    |       |
| 9. Dezember  | Antonio Salandra                   | italienischer Politiker, Mitglied der Camera dei deputati                                     | 78    |       |
| 9. Dezember  | Agnes Willms-Wildermuth            | deutsche Schriftstellerin                                                                     | 87    |       |
| 9. Dezember  | Raimund von Zur Mühlen             | deutscher Tenor und Gesangslehrer                                                             | 77    |       |
| 10. Dezember | Eduard Bertz                       | deutscher Schriftsteller, Philosoph, Bibliothekar und Übersetzer                              | 78    |       |
| 10. Dezember | Max Elskamp                        | belgischer Dichter französischer Sprache                                                      | 69    |       |
| 10. Dezember | Georg von Ompteda                  | deutscher Schriftsteller                                                                      | 68    |       |
| 10. Dezember | Juri Nikolajewitsch Woronow        | russischer Botaniker                                                                          | 57    |       |
| 11. Dezember | Aleksander Kraushar                | polnischer Autor                                                                              | 88    |       |
| 11. Dezember | Walther Schmitt                    | deutscher Gynäkologe und Hochschullehrer                                                      | 43    |       |
| 12. Dezember | Franz Mauve                        | deutscher Marineoffizier, zuletzt Vizeadmiral im Ersten Weltkrieg                             | 67    |       |
| 12. Dezember | Karl Schilling                     | preußischer Verwaltungsjurist, Landrat sowie Regierungspräsident                              | 73    |       |
| 12. Dezember | Franz Tavella                      | österreichischer Bildhauer                                                                    | 87    |       |
| 13. Dezember | Heinrich Heide                     | deutsch-amerikanischer Unternehmer                                                            | 84    |       |
| 13. Dezember | William D. Jelks                   | US-amerikanischer Politiker                                                                   | 76    |       |
| 13. Dezember | Enrico Rastelli                    | italienischer Jongleur                                                                        | 34    |       |
| 14. Dezember | Fatma Demir                        | erstes weibliches Hinrichtungsopfer der Türkei                                                |       |       |
| 14. Dezember | Walther Harich                     | deutscher Schriftsteller und Literaturhistoriker                                              | 43    |       |
| 14. Dezember | Carl Weyman                        | deutscher Klassischer Philologe                                                               | 69    |       |
| 15. Dezember | Hans von Hemmer                    | bayerischer Offizier, zuletzt Generalmajor                                                    | 62    |       |
| 15. Dezember | Juliane Karwath                    | deutsche Schriftstellerin                                                                     | 54    |       |
| 15. Dezember | Gustave Le Bon                     | französischer Sozialpsychologe                                                                | 90    |       |
| 15. Dezember | Eduard Meyer                       | deutscher Rechtsanwalt                                                                        | 36    |       |
| 15. Dezember | Boghos Bedros XIII. Terzian        | Patriarch von Kilikien der Armenisch-katholischen Kirche                                      | 76    |       |
| 15. Dezember | Juozas Vokietaitis                 | litauischer Musiker und Politiker                                                             | 59    |       |
| 16. Dezember | Ernst Bahnmayer                    | deutscher Schwimmer                                                                           | 43    |       |
| 16. Dezember | René Borjas                        | uruguayischer Fußballspieler                                                                  | 33    |       |
| 17. Dezember | Charles Cyrus Kearns               | US-amerikanischer Politiker                                                                   | 62    |       |
| 17. Dezember | Oscar A. H. Schmitz                | deutscher Schriftsteller                                                                      | 58    |       |
| 18. Dezember | Louis Billot                       | französischer Ordenspriester und Theologe                                                     | 85    |       |
| 18. Dezember | Luigi Faidutti                     | italienischer Politiker                                                                       | 70    |       |
| 18. Dezember | Jack „Legs“ Diamond                | US-amerikanischer Gangster                                                                    | 34    |       |
| 18. Dezember | Hugo Pelargus                      | deutscher Erzgießer                                                                           | 70    |       |
| 18. Dezember | Paul Preyer                        | deutscher Maler                                                                               | 84    |       |
| 18. Dezember | Gustavus Josephus Waffelaert       | belgischer römisch-katholischer Bischof                                                       | 84    |       |
| 19. Dezember | Gottlieb August Crüwell            | österreichischer Historiker, Schriftsteller und Bibliothekar                                  | 65    |       |
| 19. Dezember | Aranka Fodor                       | ungarische Opernsängerin                                                                      | 46    |       |
| 19. Dezember | Gottfried Kleinschmidt             | deutscher Unternehmer                                                                         | 71    |       |
| 19. Dezember | Max Koch                           | deutscher Germanist und Hochschullehrer                                                       | 75    |       |
| 19. Dezember | Marie Lehmann                      | deutsche Opernsängerin                                                                        | 80    |       |
| 19. Dezember | Karl Otto Matthaei                 | deutscher Kunstmaler, Zeichner und Grafiker                                                   | 68    |       |
| 19. Dezember | Georg von Schanz                   | deutscher Rechts- und Staatswissenschaftler                                                   | 78    |       |
| 20. Dezember | Hermann Beims                      | deutscher Politiker (SPD), MdR und Oberbürgermeister Magdeburgs                               | 68    |       |
| 20. Dezember | Edvard Brandes                     | dänischer Kulturpolitiker und Schriftsteller                                                  | 84    |       |
| 20. Dezember | Scott Field                        | US-amerikanischer Politiker                                                                   | 84    |       |
| 20. Dezember | Gustaf Kossinna                    | deutscher Philologe und Professor der deutschen Archäologie an der Universität Berlin         | 73    |       |
| 21. Dezember | Paul Müller-Walde                  | deutscher Kunsthistoriker                                                                     | 73    |       |
| 21. Dezember | Josef Wiesmaier                    | österreichischer Politiker                                                                    | 60    |       |
| 21. Dezember | Edward Danner Ziegler              | US-amerikanischer Politiker                                                                   | 87    |       |
| 23. Dezember | Wilson Bentley                     | US-amerikanischer Fotograf und Schneeflockenforscher                                          | 66    |       |
| 23. Dezember | Tyrone Power, Sr.                  | britisch-amerikanischer Schauspieler                                                          | 62    |       |
| 24. Dezember | Maria Backenecker                  | deutsche Politikerin (USPD, KPD), MdR                                                         | 38    |       |
| 24. Dezember | Marie Luise Gothein                | deutsche Kunsthistorikerin und Expertin für Gartenkunst                                       | 68    |       |
| 24. Dezember | Henriette von Liechtenstein        | Tochter von Fürst Alois II. von Liechtenstein und dessen Ehefrau Franziska Kinsky             | 88    |       |
| 24. Dezember | Alfred Hess                        | deutscher Unternehmer, Kunstsammler und Kunst-Mäzen                                           | 52    |       |
| 24. Dezember | Albert Hübl                        | österreichischer Benediktiner und Historiker                                                  | 64    |       |
| 24. Dezember | Konrad Jakobs                      | deutscher römisch-katholischer Pfarrer                                                        | 56    |       |
| 24. Dezember | Wilhelm Friedrich Maier            | württembergischer Oberamtmann                                                                 | 72    |       |
| 24. Dezember | Walther Rodler                     | österreichischer Politiker                                                                    | 64    |       |
| 25. Dezember | Mehmet Rauf                        | osmanischer Autor                                                                             | 56    |       |
| 25. Dezember | Josef Mohn                         | deutscher Flaschnermeister und Erfinder                                                       | 65    |       |
| 26. Dezember | Melvil Dewey                       | US-amerikanischer Bibliothekar, führte die nach ihm benannte Dewey Decimal Classification ein | 80    |       |
| 26. Dezember | Carl Gsaller                       | österreichischer Alpinist                                                                     | 80    |       |
| 26. Dezember | Ludwig von Welser                  | bayerischer Freiherr und Verwaltungsbeamter, Regierungspräsident                              | 90    |       |
| 27. Dezember | Agustarello Affre                  | französischer Opernsänger                                                                     | 73    |       |
| 27. Dezember | Walter Courvoisier                 | Schweizer Komponist                                                                           | 56    |       |
| 27. Dezember | José Figueroa Alcorta              | argentinischer Politiker, Richter und Staatspräsident                                         | 71    |       |
| 27. Dezember | Heinrich Lübben                    | deutscher Zoodirektor                                                                         | 48    |       |
| 27. Dezember | Wilhelm Spiritus                   | Oberbürgermeister von Bonn                                                                    | 77    |       |
| 27. Dezember | Heinrich Wieleitner                | deutscher Mathematiker                                                                        | 57    |       |
| 28. Dezember | James I. Dungan                    | US-amerikanischer Politiker                                                                   | 87    |       |
| 28. Dezember | Albert Favarger                    | US-amerikanischer Ingenieur, Elektrotechniker und Unternehmer                                 | 80    |       |
| 28. Dezember | Curt von François                  | deutscher Militär; Gründer Windhoeks                                                          | 79    |       |
| 28. Dezember | Gardner Hale                       | US-amerikanischer Maler                                                                       | 37    |       |
| 28. Dezember | L. A. Huffman                      | US-amerikanischer Fotograf                                                                    | 77    |       |
| 28. Dezember | Georg Richter                      | deutscher Architekt des Historismus und des Jugendstils                                       | 72    |       |
| 29. Dezember | William Adair                      | britischer Offizier der Royal Marines und Ulster Unionist                                     | 81    |       |
| 29. Dezember | Wilhelm Breithaupt                 | deutscher Ingenieur und Erfinder                                                              | 90    |       |
| 29. Dezember | Arthur von Gwinner                 | deutscher Bankier, Politiker und Kunstmäzen                                                   | 75    |       |
| 29. Dezember | Stanley Lane-Poole                 | britischer Orientalist und Archäologe                                                         | 77    |       |
| 29. Dezember | Gyula Madarász                     | ungarischer Ornithologe und Maler                                                             | 73    |       |
| 29. Dezember | George Skinner                     | britischer Sportschütze                                                                       |       |       |
| 30. Dezember | Josef Valentin Kassin              | österreichischer Bildhauer                                                                    | 75    |       |
| 31. Dezember | Johann Bertolini                   | österreichischer Bauunternehmer und Straßenbaupionier                                         | 72    |       |
| 31. Dezember | Caspar Maria Grod                  | deutscher Architekt                                                                           |       |       |